# Katja Krasavice/Diskografie
Diese Diskografie ist eine Übersicht über die musikalischen Werke der deutschen Popsängerin und Rapperin Katja Krasavice. Den Schallplattenauszeichnungen zufolge hat sie bisher mehr als 400.000 Tonträger verkauft. Ihre erfolgreichsten Veröffentlichungen sind die Singles Doggy und Sex Tape mit jeweils über 200.000 verkauften Einheiten.

## Alben

### Studioalben
| Jahr | Titel Musiklabel                           | Höchstplatzierung, Gesamtwochen, AuszeichnungChartplatzierungen (Jahr, Titel, Musiklabel, Platzierungen, Wochen, Auszeichnungen, Anmerkungen) | Höchstplatzierung, Gesamtwochen, AuszeichnungChartplatzierungen (Jahr, Titel, Musiklabel, Platzierungen, Wochen, Auszeichnungen, Anmerkungen) | Höchstplatzierung, Gesamtwochen, AuszeichnungChartplatzierungen (Jahr, Titel, Musiklabel, Platzierungen, Wochen, Auszeichnungen, Anmerkungen) | Anmerkungen                             |
| Jahr | Titel Musiklabel                           | DE | AT | CH | Anmerkungen                             |
| ---- | ------------------------------------------ | --- | --- | --- | --------------------------------------- |
| 2020 | Boss Bitch Katja Krasavice (WMG)           | DE1 (11 Wo.)DE | AT2 (7 Wo.)AT | CH5 (2 Wo.)CH | Erstveröffentlichung: 17. Januar 2020   |
| 2021 | Eure Mami Katja Krasavice (WMG)            | DE1 (4 Wo.)DE | AT1 (2 Wo.)AT | — | Erstveröffentlichung: 29. Januar 2021   |
| 2022 | Pussy Power Katja Krasavice (WMG)          | DE1 (4 Wo.)DE | AT1 (2 Wo.)AT | CH6 (1 Wo.)CH | Erstveröffentlichung: 11. Februar 2022  |
| 2023 | Ein Herz für Bitches Katja Krasavice (WMG) | DE1 (2 Wo.)DE | AT62 (1 Wo.)AT | CH25 (1 Wo.)CH | Erstveröffentlichung: 1. September 2023 |

## Singles

### Als Leadmusikerin
| Jahr | Titel Album                                               | Höchstplatzierung, Gesamtwochen, AuszeichnungChartplatzierungen (Jahr, Titel, Album, Platzierungen, Wochen, Auszeichnungen, Anmerkungen) | Höchstplatzierung, Gesamtwochen, AuszeichnungChartplatzierungen (Jahr, Titel, Album, Platzierungen, Wochen, Auszeichnungen, Anmerkungen) | Höchstplatzierung, Gesamtwochen, AuszeichnungChartplatzierungen (Jahr, Titel, Album, Platzierungen, Wochen, Auszeichnungen, Anmerkungen) | Anmerkungen |
| Jahr | Titel Album                                               | DE | AT | CH | Anmerkungen |
| --- | --------------------------------------------------------- | --- | --- | --- | --- |
| 2017 | Doggy –                                                   | DE7 Gold · (5 Wo.)DE | AT5 (3 Wo.)AT | CH26 (1 Wo.)CH | Erstveröffentlichung: 24. November 2017 Verkäufe: + 200.000                                                                 |
| 2018 | Dicke Lippen –                                            | DE4 (2 Wo.)DE | AT1 (2 Wo.)AT | CH12 (1 Wo.)CH | Erstveröffentlichung: 6. April 2018                                                                                         |
| 2018 | Sex Tape –                                                | DE6 Gold · (7 Wo.)DE | AT7 (4 Wo.)AT | CH41 (1 Wo.)CH | Erstveröffentlichung: 10. August 2018 Verkäufe: + 200.000                                                                   |
| 2019 | Gucci Girl Boss Bitch                                     | DE21 (2 Wo.)DE | AT21 (1 Wo.)AT | CH80 (1 Wo.)CH | Erstveröffentlichung: 26. Juli 2019 Original: Aqua – Barbie Girl                                                            |
| 2019 | Sugar Daddy Boss Bitch                                    | — | — | — | Erstveröffentlichung: 30. August 2019                                                                                       |
| 2019 | Wer bist du Boss Bitch                                    | — | — | — | Erstveröffentlichung: 18. Oktober 2019                                                                                      |
| 2019 | Casino Boss Bitch                                         | DE44 (9 Wo.)DE | — | — | Erstveröffentlichung: 20. Dezember 2019                                                                                     |
| 2020 | Million Dollar A$$ Eure Mami                              | DE3 (3 Wo.)DE | AT39 (1 Wo.)AT | CH73 (1 Wo.)CH | Erstveröffentlichung: 23. Oktober 2020 feat. Fler                                                                           |
| 2020 | Ich seh Eure Mami                                         | DE— aDE | — | — | Erstveröffentlichung: 20. November 2020                                                                                     |
| 2020 | Alles schon gesehen Eure Mami                             | DE—DE | — | — | Erstveröffentlichung: 18. Dezember 2020                                                                                     |
| 2021 | Highway Eure Mami                                         | DE1 (8 Wo.)DE | AT18 (6 Wo.)AT | CH77 (1 Wo.)CH | Erstveröffentlichung: 8. Januar 2021 feat. Elif                                                                             |
| 2021 | Friendzone Eure Mami                                      | DE2 (1 Wo.)DE | — | — | Erstveröffentlichung: 29. Januar 2021                                                                                       |
| 2021 | Pussy Power                                               | DE1 (1 Wo.)DE | — | — | Erstveröffentlichung: 17. September 2021                                                                                    |
| 2021 | Raindrops Pussy Power                                     | DE1 (3 Wo.)DE | AT33 (2 Wo.)AT | — | Erstveröffentlichung: 5. November 2021 feat. Leony                                                                          |
| 2021 | Narben Pussy Power                                        | DE12 (1 Wo.)DE | — | — | Erstveröffentlichung: 30. Dezember 2021 feat. Marwin Balsters                                                               |
| 2022 | You’re My Heart, You’re My Soul –                         | DE2 (2 Wo.)DE | AT43 (1 Wo.)AT | — | Erstveröffentlichung: 6. Mai 2022 mit Dieter Bohlen & Pietro Lombardi Original: Modern Talking                              |
| 2023 | Frauen Ein Herz für Bitches                               | DE2 (3 Wo.)DE | AT39 (1 Wo.)AT | — | Erstveröffentlichung: 5. Mai 2023                                                                                           |
| 2023 | Ich hab den schönsten Arsch der Welt Ein Herz für Bitches | DE7 (1 Wo.)DE | — | — | Erstveröffentlichung: 14. Juli 2023 feat. Felix Jaehn; Original: Alex C. feat. Y-ass – Du hast den schönsten Arsch der Welt |
| 2023 | Neonlights Ein Herz für Bitches                           | — | — | — | Erstveröffentlichung: 4. August 2023 feat. Luna                                                                             |
| 2024 | One Night Stand –                                         | DE1 (2 Wo.)DE | — | — | Erstveröffentlichung: 8. Februar 2024 mit Finch & Luca-Dante Spadafora feat. Niklas Dee                                     |
| Folgende Lieder erschienen nicht als Single, wurden aber durch das Album zum Download und Streaming bereitgestellt und konnten somit eine Platzierung erlangen: |                                                           | | | | |
| |                                                           | | | | |
| 2022 | Onlyfans Pussy Power                                      | DE2 (6 Wo.)DE | AT16 (5 Wo.)AT | — | Videoauskopplung: 11. Februar 2022 Charteinstieg: 18. Februar 2022                                                          |

### Als Gastmusikerin
| Jahr | Titel Album                                | Höchstplatzierung, Gesamtwochen, AuszeichnungChartplatzierungen (Jahr, Titel, Album, Platzierungen, Wochen, Auszeichnungen, Anmerkungen) | Höchstplatzierung, Gesamtwochen, AuszeichnungChartplatzierungen (Jahr, Titel, Album, Platzierungen, Wochen, Auszeichnungen, Anmerkungen) | Höchstplatzierung, Gesamtwochen, AuszeichnungChartplatzierungen (Jahr, Titel, Album, Platzierungen, Wochen, Auszeichnungen, Anmerkungen) | Anmerkungen                                                                    |
| Jahr | Titel Album                                | DE | AT | CH | Anmerkungen                                                                    |
| ---- | ------------------------------------------ | --- | --- | --- | ------------------------------------------------------------------------------ |
| 2021 | Best Friend (Remix) Best Friend (Remix EP) | DE1 (2 Wo.)DE | AT51 (1 Wo.)AT | CH96 (1 Wo.)CH | Erstveröffentlichung: 23. April 2021 Saweetie feat. Doja Cat & Katja Krasavice |
| 2021 | Bad Bitch –                                | DE— bDE | — | — | Erstveröffentlichung: 11. Juni 2021 Eunique feat. Katja Krasavice              |

## Musikvideos
| Jahr | Titel                                | Regisseur(e)                                   |
| ---- | ------------------------------------ | ---------------------------------------------- |
| 2017 | Doggy                                | Patrick Frey, Harry Heckl                      |
| 2018 | Dicke Lippen                         | Mikis Fontagnier                               |
| 2018 | Sex Tape                             | Mikis Fontagnier                               |
| 2019 | Gucci Girl                           | Katja Krasavice                                |
| 2019 | Sugar Daddy                          | Katja Krasavice                                |
| 2019 | Wer bist du                          | Adal Giorgis                                   |
| 2019 | Casino                               | Katja Krasavice                                |
| 2020 | Rodeo                                |                                                |
| 2020 | Million Dollar A$$                   | Specter Berlin                                 |
| 2020 | Ich seh                              | Alban Selimaj                                  |
| 2020 | Alles schon gesehen                  | Alban Selimaj                                  |
| 2021 | Highway                              | Alban Selimaj                                  |
| 2021 | Friendzone                           | Alban Selimaj                                  |
| 2021 | Intro                                | Jakub Rzucidlo, Tatjana Wenig                  |
| 2021 | Pussy Power                          | Jakub Rzucidlo, Tatjana Wenig                  |
| 2021 | Raindrops                            | Jakub Rzucidlo, Tatjana Wenig                  |
| 2021 | Narben                               | Jakub Rzucidlo, Tatjana Wenig                  |
| 2022 | Onlyfans                             | Jakub Rzucidlo, Tatjana Wenig                  |
| 2022 | You’re My Heart, You’re My Soul      | Jakub Rzucidlo, Tatjana Wenig                  |
| 2023 | Frauen                               | Katja Krasavice, Rita Krasniqi                 |
| 2023 | Ich hab den schönsten Arsch der Welt | Katja Krasavice, Jakub Rzucidlo, Nina Westphal |
| 2023 | Neonlights                           | Jakub Rzucidlo                                 |
| 2023 | Ein Herz für Bitches                 | Jakub Rzucidlo                                 |
| 2024 | One Night Stand                      |                                                |

## Sonderveröffentlichungen
| Jahr | Titel Album                                            | Anmerkungen                                                                    |
| ---- | ------------------------------------------------------ | ------------------------------------------------------------------------------ |
| 2021 | Best Friend (Remix) Best Friend (Remix EP)             | Erstveröffentlichung: 7. Januar 2021 Saweetie feat. Doja Cat & Katja Krasavice |
| 2022 | Hotel Moonboy                                          | Erstveröffentlichung: 24. März 2022 Nimo feat. Katja Krasavice                 |
| 2023 | Raindrops (International Version) Somewhere in Between | Erstveröffentlichung: 24. März 2023 Leony feat. Katja Krasavice                |

## Promoveröffentlichungen
Promo-Singles
| Jahr | Titel Album | Anmerkungen                                               |
| ---- | ----------- | --------------------------------------------------------- |
| 2021 | Crush –     | Erstveröffentlichung: 21. Mai 2021 Amazon-Music-Exclusive |

## Hörbücher
| Jahr | Titel Musiklabel            | Anmerkungen                        |
| ---- | --------------------------- | ---------------------------------- |
| 2020 | Die Bitch Bibel Riva Verlag | Erstveröffentlichung: 3. Juli 2020 |

## Statistik

### Chartauswertung
|                     | DE    | AT    | CH    |
| ------------------- | ----- | ----- | ----- |
| Nummer-eins-Alben   | DE4DE | AT2AT | CH—CH |
| Top-10-Alben        | DE4DE | AT3AT | CH2CH |
| Alben in den Charts | DE4DE | AT4AT | CH3CH |

|                       | DE     | AT     | CH    |
| --------------------- | ------ | ------ | ----- |
| Nummer-eins-Singles   | DE5DE  | AT1AT  | CH—CH |
| Top-10-Singles        | DE14DE | AT3AT  | CH—CH |
| Singles in den Charts | DE17DE | AT11AT | CH7CH |

### Auszeichnungen für Musikverkäufe
Anmerkung: Auszeichnungen in Ländern aus den Charttabellen bzw. Chartboxen sind in ebendiesen zu finden.
| Land/RegionAuszeichnungen für Musikverkäufe (Land/Region, Auszeichnungen, Verkäufe, Quellen) | Gold     | Platin | Verkäufe | Quellen           |
| -------------------------------------------------------------------------------------------- | -------- | ------ | -------- | ----------------- |
| Deutschland (BVMI)                                                                           | 2× Gold2 | —      | 400.000  | musikindustrie.de |
| Insgesamt                                                                                    | 2× Gold2 | —      |          |                   |